# Шевченкове (Сумська міська громада)
Шевче́нкове —   село в Україні, у Сумській міській громаді Сумського району Сумської області. Населення становить 132 особи. До 2020 орган місцевого самоврядування — Стецьківська сільська рада.

## Географія
Село Шевченкове знаходиться на відстані до 1 км від сіл Кардашівка, Трохименкове і Верхнє Піщане. Поруч проходить автомобільна дорога Н07.

## Історія
12 червня 2020 року, відповідно до Розпорядження Кабінету Міністрів України № 723-р «Про визначення адміністративних центрів та затвердження територій територіальних громад Сумської області» увійшло до складу Сумської міської громади.
19 липня 2020 року, після ліквідації Сумського району, село увійшло до новоутвореного Сумського району.